# K’inich Toob’il Yopaat
K’inich Yuhkbil Yopaat znany też jako K’inich Toob’il Yopaat – władca Caracol.